# Rwenzururu
 (novembre 2018).
Si vous disposez d'ouvrages ou d'articles de référence ou si vous connaissez des sites web de qualité traitant du thème abordé ici, merci de compléter l'article en donnant les références utiles à sa vérifiabilité et en les liant à la section « Notes et références ».
Le Rwenzururu est une région et un royaume ougandais des Rwenzori, à la frontière de la République démocratique du Congo. La région contient les districts de Bundibugyo, Kasese et Ntoroko.

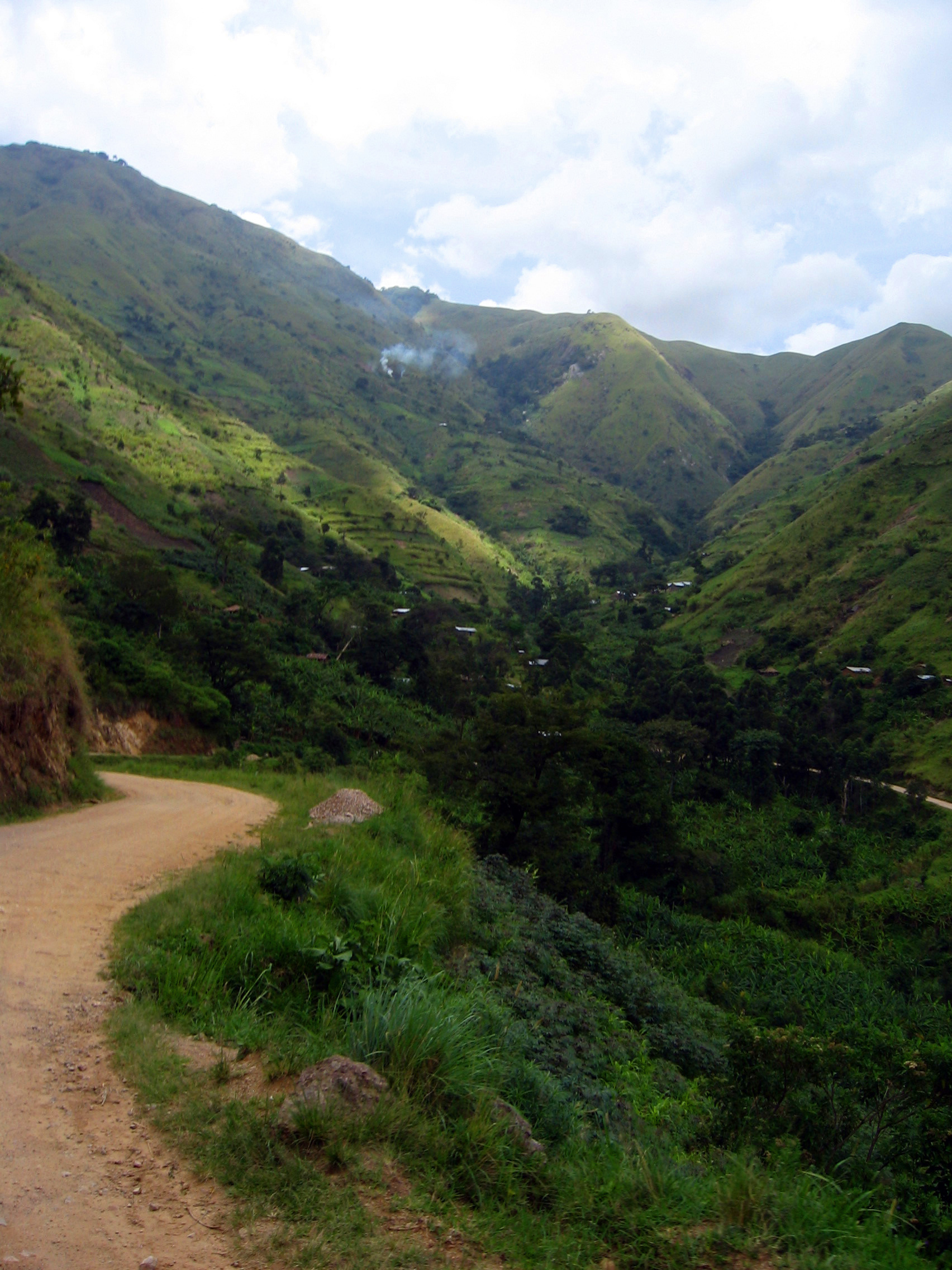
Une vallée du Rwenzururu.